# Brézilhac
Brézilhac település Franciaországban, Aude megyében. Lakosainak száma 176 fő (2022. január 1.). Brézilhac Cailhavel, Fanjeaux, Fenouillet-du-Razès, Ferran és Lasserre-de-Prouille községekkel határos.

## Népesség
A település népességének változása:
| Lakosok száma | 193  | 132  | 118  | 151  | 175  | 172  | 174  | 177  | 184  | 176  |
|               | 1968 | 1982 | 1999 | 2006 | 2011 | 2015 | 2017 | 2018 | 2020 | 2022 |